# Nuthetal
Die amtsfreie Gemeinde Nuthetal liegt im brandenburgischen Landkreis Potsdam-Mittelmark. Die Gemeinde ist Rechtsnachfolgerin des von 1992 bis 2003 existierenden Amtes Rehbrücke.

## Geschichte
Die Gemeinde Nuthetal entstand per Stichtag am 26. Oktober 2003 aus dem freiwilligen Zusammenschluss der bis dahin selbstständigen, dem Amt Rehbrücke angehörigen Gemeinden Bergholz-Rehbrücke, Fahlhorst, Nudow, Philippsthal, Saarmund und Tremsdorf im Rahmen der Gemeindegebietsreform Brandenburg. Die Gemeindeverwaltung hat ihren Sitz im Ortsteil Bergholz-Rehbrücke.
Den Namen verdankt die Gemeinde dem Flüsschen Nuthe, das zwischen den westlich gelegenen Orten Bergholz-Rehbrücke, Saarmund und Tremsdorf und den östlich gelegenen Dörfern Nudow und Philippsthal hindurchfließt und im angrenzenden Potsdam in die Havel mündet. In Saarmund forschte Theodor Fontane bei seinen Wanderungen durch die Mark Brandenburg um 1870 vergeblich nach Überlieferungen zu den bereits zu seiner Zeit legendären Nutheburgen.

## Gemeindegliederung
Die Gemeinde besteht aus den sechs Ortsteilen (Einwohnerzahl Mai 2024)
- Bergholz-Rehbrücke (6.395)
- Fahlhorst (191)
- Nudow (437)
- Philippsthal (189)
- Saarmund (1.999)
- Tremsdorf (239)

und den Wohnplätzen Bergholz, Forsthaus Ahrensdorf, Nudow-Ausbau, Rehbrücke und Stöckerhaus.

## Bevölkerungsentwicklung
| Jahr | Einwohner |
| ---- | --------- |
| 2003 | 8 620     |
| 2005 | 8 838     |
| 2010 | 8 778     |
| 2015 | 8 930     |
| 2020 | 9 035     |

| Jahr | Einwohner |
| ---- | --------- |
| 2021 | 9 035     |
| 2022 | 9 116     |
| 2023 | 9 317     |
| 2024 | 9 376     |

Gebietsstand des jeweiligen Jahres, Einwohnerzahl: Stand 31. Dezember, ab 2011 auf Basis des Zensus 2011, ab 2022 auf Basis des Zensus 2022

## Politik

### Gemeindevertretung
Die Gemeindevertretung von Nuthetal besteht entsprechend der Einwohnerzahl der Gemeinde aus 18 Gemeindevertretern und der hauptamtlichen Bürgermeisterin. Die Kommunalwahl am 9. Juni 2024 führte bei einer Wahlbeteiligung von 75,6 % zu folgendem Ergebnis:
| Partei / Wählergruppe                                 | Stimmenanteil 2019 | Sitze 2019 |        | Stimmenanteil 2024 | Sitze 2024 | Sitze nach Fraktionsneubildung 10.9.2024 |
| ----------------------------------------------------- | ------------------ | ---------- | ------ | ------------------ | ---------- | ---------------------------------------- |
| CDU                                                   | 14,5 %             | 2          | 26,2 % | 5                  | 6          |                                          |
| Bürger für Nuthetal (BFN)                             | 20,1 %             | 4          | 21,2 % | 4                  | 4          |                                          |
| SPD                                                   | 20,2 %             | 4          | 20,1 % | 4                  | 4          |                                          |
| Einzelbewerber Erdmann                                | –                  | –          | 09,6 % | 1                  |            |                                          |
| Gemeinsam in Nuthetal (GiN)                           | –                  | –          | 09,2 % | 2                  |            |                                          |
| Gemeinschaftlich in Nuthetal / Einzelkandidat Erdmann | –                  | –          | 0      |                    | 2          |                                          |
| Bündnis 90/Die Grünen                                 | 09,5 %             | 2          | 08,8 % | 1                  | 1          |                                          |
| Aktiv in Vereinen (AiV)                               | 04,6 %             | 1          | 03,0 % | –                  | –          |                                          |
| ÖDP                                                   | –                  | –          | 01,9 % | –                  | –          |                                          |
| Die Linke                                             | 21,4 %             | 4          | –      | –                  | –          |                                          |
| AfD                                                   | 08,8 %             | 1          | –      | –                  | –          |                                          |
| Einzelbewerber Dieter Hinze                           | 00,9 %             | –          | –      | –                  | –          |                                          |
| Insgesamt                                             | 100 %              | 18         |        | 100 %              | 17         | 17                                       |

Bei der Wahl 2024 entfielen auf den Einzelbewerber Erdmann zwei Sitze, sodass einer unbesetzt bleibt.

### Bürgermeister
- 2003–2010: Gerhard Ling (CDU)[12]
- seit 2010: Ute Hustig (Die Linke)

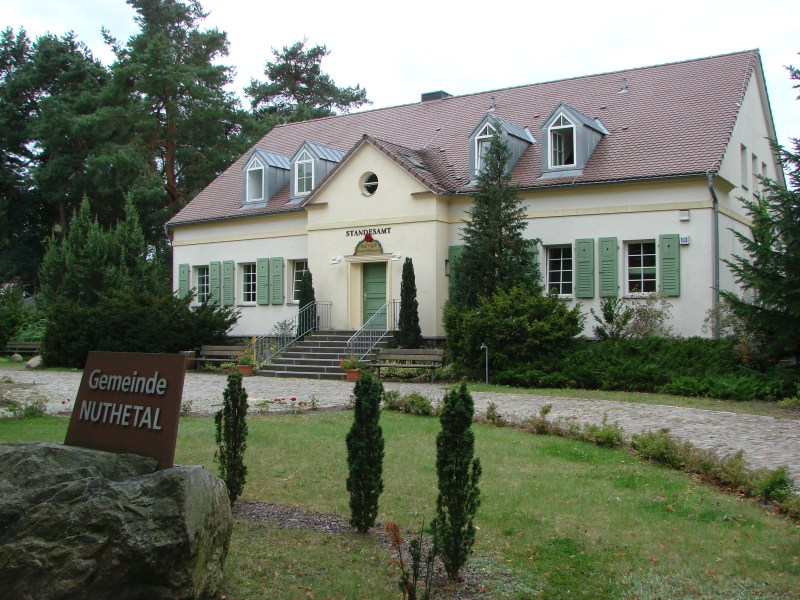
Gemeindeverwaltung

Hustig wurde in der Bürgermeisterstichwahl am 12. September 2010 mit 54,8 % der gültigen Stimmen gewählt. In der Bürgermeisterwahl am 6. Mai 2018 wurde sie mit 50,9 % der gültigen Stimmen in ihrem Amt bestätigt. Ihre Amtszeit beträgt acht Jahre.

## Sehenswürdigkeiten

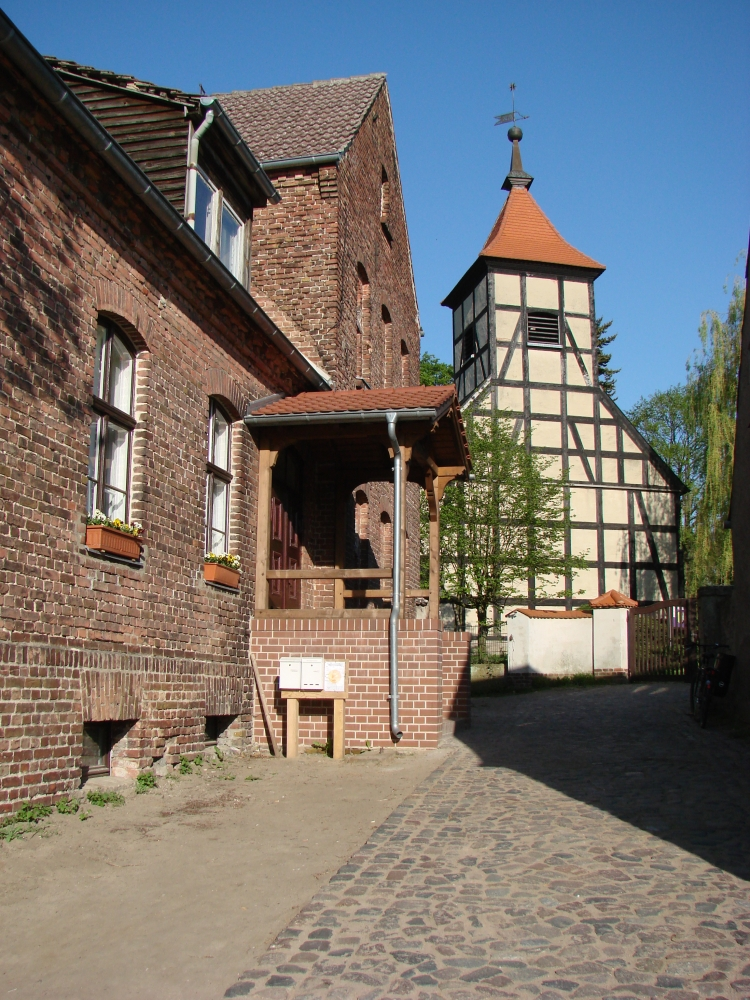
Dorfkirche Bergholz

In der Liste der Baudenkmale in Nuthetal und in der Liste der Bodendenkmale in Nuthetal stehen die in der Denkmalliste des Landes Brandenburg eingetragenen Kulturdenkmale.
- Die Dorfkirche Bergholz-Rehbrücke entstand am Anfang des 18. Jahrhunderts. Im Innern befindet sich unter anderem ein Kanzelaltar, der zuvor in der Kirche in Saarmund stand. Zur weiteren Kirchenausstattung gehören ein Ölgemälde aus dem 18. Jahrhundert, das Johannes den Täufer zeigt.
- Die Dorfkirche Nudow wurde 1733 erbaut; die Ausstattung stammt aus der Bauzeit.

## Wirtschaft und Infrastruktur

### Unternehmen und Institute
In den Ortsteilen Bergholz-Rehbrücke und Saarmund befinden sich Geschäftszentren verschiedener Discounter-Filialen und kleinere Privatgeschäfte. In Bergholz-Rehbrücke haben das Deutsche Institut für Ernährungsforschung und das Institut für Getreideverarbeitung ihre Sitze.

### Verkehr
In Bergholz-Rehbrücke befindet sich der Bahnhof Potsdam-Rehbrücke an der Bahnstrecke Berlin–Dessau, auch wenn dieser nach der benachbarten Landeshauptstadt benannt ist. Hier halten der Regionalexpress RE 7 (Dessau ↔ Berlin Stadtbahn ↔ Senftenberg) und die Regionalbahn RB 37 (Beelitz ↔ Berlin-Wannsee). Der Bahnhof Bergholz (b Potsdam), ein 1957 als Turmbahnhof angelegter Umsteigebahnhof am Berliner Außenring, wurde 1998 geschlossen. Etwas weiter östlich am Außenring befindet sich aber bis heute der Bahnhof Saarmund, hier verkehrt die Regionalbahnlinie RB 22 (Königs Wusterhausen ↔ Flughafen Berlin BER ↔ Potsdam).
Zwischen den einzelnen Ortsteilen verkehren die Regionalbusse der kreiseigenen Regiobus Potsdam-Mittelmark. Eine direkte Anbindung von Saarmund und Bergholz-Rehbrücke an Potsdam wird über die Linie 611 sichergestellt. Diese verkehrt täglich in regelmäßigem Takt, auch in den Wochenendnächten durchgehend. Alle genannten Angebote des öffentlichen Personennahverkehrs sind in den Verkehrsverbund Berlin-Brandenburg integriert.
Nuthetal liegt an den Landesstraßen L 77 zwischen Michendorf und Stahnsdorf und L 78 nach Potsdam. Die Bundesautobahnen A 10 (südlicher Berliner Ring) und A 115 (Anschlussstelle Saarmund) verlaufen über das Gemeindegebiet.

### Bildung
In der Gemeinde gibt es zwei Grundschulen und fünf Kindergärten, davon jeweils eine Schule im Ortsteil Bergholz-Rehbrücke und im Ortsteil Saarmund.

## Persönlichkeiten

### Ehrenbürger
Einzige Ehrenbürgerin von Bergholz-Rehbrücke ist die hier begrabene Filmschauspielerin, Sängerin und Kabarettistin Lotte Werkmeister (1885–1970).

### Mit der Gemeinde verbundene Persönlichkeiten
- Kurt Breysig (1866–1940), Historiker, lebte in Bergholz-Rehbrücke
- Paul Matthes (1872–1956), Maler, lebte in Bergholz-Rehbrücke
- Arthur Julius Barth (1878–1926), Maler und Graphiker, lebte in Rehbrücke
- Lotte Werkmeister (1885–1970), Chansonnière, Kabarettistin und Filmschauspielerin, lebte in Bergholz-Rehbrücke
- Otto Nagel (1894–1967), Maler, lebte in Bergholz-Rehbrücke
- Karl Holtz (1899–1978), Karikaturist, lebte in Bergholz-Rehbrücke
- Erika Engel-Wojahn (1911–2004), Kinderbuchautorin, lebte in Bergholz-Rehbrücke
- Katharina Bickerich-Stoll (1915–2015), Mykologin und Autorin, lebte in Bergholz-Rehbrücke[16]
- Helmut Haenel (1919–1993), Mikrobiologe und Ernährungswissenschaftler, lebte in Bergholz-Rehbrücke
- Dietrich Ebener (1920–2011), Altphilologe, lebte in Bergholz-Rehbrücke
- Gerhard Rosenfeld (1931–2003), Komponist, lebte in Bergholz-Rehbrücke